# Cerdale fasciata
Cerdale fasciata är en fiskart som beskrevs av Dawson, 1974. Cerdale fasciata ingår i släktet Cerdale och familjen Microdesmidae. Inga underarter finns listade i Catalogue of Life.